# Neurigona starki
Neurigona starki är en tvåvingeart som beskrevs av Stefan Naglis 2003. Neurigona starki ingår i släktet Neurigona och familjen styltflugor.
Artens utbredningsområde är Venezuela. Inga underarter finns listade i Catalogue of Life.